# Fausto Cabrera
Pour les articles homonymes, voir Cabrera.
 (mai 2025).
Si vous disposez d'ouvrages ou d'articles de référence ou si vous connaissez des sites web de qualité traitant du thème abordé ici, merci de compléter l'article en donnant les références utiles à sa vérifiabilité et en les liant à la section « Notes et références ».
 (mai 2025).
La mise en forme du texte ne suit pas les recommandations de Wikipédia : il faut le « wikifier ».
Les points d'amélioration suivants sont les cas les plus fréquents. Le détail des points à revoir est peut-être précisé sur la page de discussion.
- Les titres sont pré-formatés par le logiciel. Ils ne sont ni en capitales, ni en gras.
- Le texte ne doit pas être écrit en capitales (les noms de famille non plus), ni en gras, ni en italique, ni en « petit »…
- Le gras n'est utilisé que pour surligner le titre de l'article dans l'introduction, une seule fois.
- L'italique est rarement utilisé : mots en langue étrangère, titres d'œuvres, noms de bateaux, etc.
- Les citations ne sont pas en italique mais en corps de texte normal. Elles sont entourées par des guillemets français : « et ».
- Les listes à puces sont à éviter, des paragraphes rédigés étant largement préférés. Les tableaux sont à réserver à la présentation de données structurées (résultats, etc.).
- Les appels de note de bas de page (petits chiffres en exposant, introduits par l'outil «  Source ») sont à placer entre la fin de phrase et le point final[comme ça].
- Les liens internes (vers d'autres articles de Wikipédia) sont à choisir avec parcimonie. Créez des liens vers des articles approfondissant le sujet. Les termes génériques sans rapport avec le sujet sont à éviter, ainsi que les répétitions de liens vers un même terme.
- Les liens externes sont à placer uniquement dans une section « Liens externes », à la fin de l'article. Ces liens sont à choisir avec parcimonie suivant les règles définies. Si un lien sert de source à l'article, son insertion dans le texte est à faire par les notes de bas de page.
- La présentation des références doit suivre les conventions bibliographiques. Il est recommandé d'utiliser les modèles {{Ouvrage}}, {{Chapitre}}, {{Article}}, {{Lien web}} et/ou {{Bibliographie}}. Le mode d'édition visuel peut mettre en forme automatiquement les références.
- Insérer une infobox (cadre d'informations à droite) n'est pas obligatoire pour parachever la mise en page.

Pour une aide détaillée, merci de consulter Aide:Wikification.
Si vous pensez que ces points ont été résolus, vous pouvez retirer ce bandeau et améliorer la mise en forme d'un autre article.
Fausto Cabrera Díaz (Las Palmas, 4 octobre 1924 - Bogota, 10 octobre 2016) fut un acteur de cinéma, théâtre et télévision, directeur de théâtre, écrivain et poète espagnol, naturalisé colombien,. Il a participé à la fondation de la télévision colombienne. Pendant 9 ans il a été l'un des premiers assistants réalisateurs de la Televisora Nacional de Colombia, avec le Maître Bernardo Romero Lozano. Il a été également directeur du Théâtre de Camara, Fondateur du Théâtre El Búho et du Théâtre del Distrito de Bogota, réalisateur et acteur de plusieurs compagnies de Théâtre. Ses programmes étaient réputés.

## Biographie
Espagnol, il vient d'une famille de lignée militaire, petit-fils d'un colonel de l'ancien Corps de l'État-Major du Roi, Antonio Díaz Benzo, et neveu du Commandant de l'Armée de l'Air de Catalogne, Felipe Díaz Sandino.
Fausto Cabrera a étudié en France, avec son frère Mauro Cabrera, lorsque son oncle Felipe Díaz Sandino était Attaché Militaire d'Espagne en France. Après le coup d'État militaire de Franco soutenu par Hitler, il a fui l'Espagne, sa patrie, avec ses frère et sœur Mauro et Olga, son oncle Felipe et son père Domingo. Après être passé par différents pays en sollicitant l'asile, il est arrivé en Colombie. Il est tombé amoureux de Luz Elena Cárdenas, s'est marié et s'est établi, et ses deux premiers enfants Marianella et Sergio y sont nés.
Il est devenu colombien de passeport et de cœur. Il a participé à la fondation de la télévision colombienne. Pendant 9 ans il a été l'un des premiers assistants réalisateurs de la Televisora Nacional de Colombia, avec le Maître Bernardo Romero Lozano. Il fut aussi directeur du Théâtre de Camara, Fondateur du Théâtre El Búho et du Théâtre del Distrito de Bogota, réalisateur et acteur de plusieurs compagnies de Théâtre. Ses programmes de télévision, radio, poésie et théâtre étaient réputés.
"L'Image et le Poème" était une émission célèbre dans le monde où Fausto Cabrera interprétait à la télévision colombienne les poèmes, tandis que le maître Fernando Botero les recréait en peignant. Il a été assistant réalisateur et collaborateur du maître japonais Seki Sano, fondateur de l'École des Arts Scèniques de la Televisora Nacional.
Il fut toujours un révolutionnaire, lutteur infatigable contre l'injustice, faisant honneur à la devise de la famille: "Vis la Vie de telle façon qu'elle reste vivante après la mort." Dans le cinéma, le personnage qui a catapulté Fausto Cabrera au niveau international et qui a obtenu d'innombrables prix dans des festivals internationaux reconnus a été Jacinto, dans le film "La Stratégie de l'escargot", réalisé par son fils Sergio Cabrera,. Le personnage principal que joue Fausto Cabrera est un Anarchiste-Républicain, un révolutionnaire qui luttait pour un monde meilleur, rôle taillé à sa mesure, par lequel il a revécu son histoire d'exilé, victime de la Guerre Civile espagnole et du franquisme.
Une part importante de ses activités professionnelles s'est exercée en Chine. Il a été le premier hispano-colombien embauché par le gouvernement chinois comme fonctionnaire. Pendant plusieurs années, dans les décennies 60 et 70, il a enseigné à l'Institut de Langues Étrangères N°1, aujourd'hui Université de Langues Étrangères de Pékin. Il a été diplômé à l'Université de Sports de Beijing, comme formateur en science du Tai Ji Quan 太极拳  (Tai Chi Chuan), et a publié un livre en espagnol sur la manière de développer cet art martial et physique chinois en Occident. Il a été promoteur des relations bilatérales sino-colombiennes en créant le Ciné Club Colombo Chinois et fut récemment un invité notable à l'ouverture du deuxième Institut Confucius, où il a interprété des poèmes de la Littérature Chinoise. 
De son deuxième mariage avec Nayibe Isaza, est née sa fille Lina. La Chine est un avant et un après dans la vie de cet artiste. Fausto Cabrera a voulu que ses enfants Sergio, Marianella et Lina, qui ont habité et étudié en Chine, apprennent le mandarin et leur a inculqué une forte appréciation du peuple chinois.
Pour rappeler la trajectoire et la vie passionnante du maître Fausto Cabrera, dans un hommage sincère, le Ministère de la Culture lui a attribué le Prix Vie et Œuvre en 2004, pour toute sa carrière et sa contribution au développement de la culture en Colombie.
L'écrivain colombien Juan Gabriel Vasquez lui a consacré, à lui et à sa famille, un roman intitulé Une rétrospective, publié aux Editions du Seuil, qui a obtenu en 2022 le Prix du meilleur livre étranger.

## Œuvres
- Une Vie, Deux Exils (publié en 1993).
- Poésies